# 勞倫·雷古拉
勞倫·貝-雷古拉（英語：Lauren Bay-Regula，1981年8月9日—）是一名出生於加拿大不列顛哥倫比亞省的壘球選手，司職投手，目前效力於國家職業快速壘球聯盟加拿大狂野。她曾隨隊參加2020年夏季奧林匹克運動會壘球比賽，結果獲得銅牌。哥哥傑森·貝是棒球運動員。

## 外部連結
- 勞倫·雷古拉的Instagram帳戶